# 提前停止
在机器学习中，提前停止（英语：early stopping）是一种在使用诸如梯度下降之类的迭代优化方法时，可对抗过拟合的正则化方法。这些迭代优化方法在每轮迭代过程中，都会使得模型更好地与训练集拟合。在某个节点之前，更好地拟合训练集使得模型在训练集之外的数据上表现得更好；但在该节点之后，更好地拟合训练集会增大泛化误差。提前停止相关规则给出停止迭代的条件，以便在模型开始过拟合之前停止迭代优化。提前停止相关规则已被用于多种机器学习方法。